# 宇宙戦艦ヤマトシリーズの宇宙要塞
宇宙戦艦ヤマトシリーズの宇宙要塞（うちゅうせんかんヤマトシリーズのうちゅうようさい）では、アニメ「宇宙戦艦ヤマトシリーズ」に登場する架空の宇宙要塞について記述する。また、衛星兵器についても本項で解説する。

## 地球防衛軍

### 戦闘衛星
『宇宙戦艦ヤマト2』『宇宙戦艦ヤマトIII』に登場する。デザイン担当は板橋克己。
ガミラスとの戦争時、敵の本土上陸に備えて設置された。コマのような形状をしており、周囲に連装砲を6基備える。
『ヤマト2』では第4話でヤマト発進阻止のため、1基が大気圏内を航行するヤマトに向けて威嚇射撃を行うが、直後にヤマトの主砲で破壊される。また、第22話で地球へ降下してくる白色彗星帝国艦隊に対して迎撃行動をとるが、一切の成果を見せられず、逆に破壊される。
『ヤマトIII』ではケンタウルス座アルファ星系の第4惑星に下記の戦闘衛星とともに配備されており、第2話で襲撃してきたガルマン・ガミラス帝国のダゴン艦隊の迎撃に充てられるが、一方的に破壊される。
PS用ゲーム『さらば宇宙戦艦ヤマト 愛の戦士たち』にも登場。本作では、ゲームオリジナル要素として新たに「タイプB」が設定されたため、こちらは「タイプA」とされており、戦艦の副砲クラスの衝撃砲を装備している中距離攻撃型と設定されている。

### 戦闘衛星（ヤマトIII）
『宇宙戦艦ヤマトIII』に登場する。デザイン担当は板橋克己。
3種類が設定されている。『ヤマト2』に登場した戦闘衛星と合わせて、ケンタウルス座アルファ星系の第4惑星に配備されており、第2話で襲撃してきたガルマン・ガミラス帝国のダゴン艦隊の迎撃に充てられるが、一方的に破壊される。
レーザー砲型戦闘衛星 (1)
細長い形状をした大型のレーザー砲型衛星。胴体部分の周囲に4基の「高角レーザー砲」を備えており、そこから照射したレーザーを前方にある透明なパラボラアンテナ状のレーザービーム増幅装置で収束させ、先端の砲口から照射する。後部には制御ノズルと伸縮式のアンテナを備えている。
レーザー砲型戦闘衛星 (2)
先端にレーザー砲のついた腕を十字上に展開しており、腕の基部（十字の交差部分）にも「センターレーザー砲」を1門備えている。背面にはコスモレーダーを備えている。
ミサイル型戦闘衛星
本体が筒状になっており、中央に大型ミサイル1発、周囲に4発の小型ミサイルを装備している。また、本体前面には「小型レーザー砲」を4門装備している。
なお、劇中では設定通り描かれず、小型ミサイル部分からレーザーを照射している。
なお、資料に記載されている設定画はいずれもラフ画とされている。
本作では出渕裕も衛星のラフデザインを描いており、「戦闘反射衛星」という名称のものや、小型波動砲を装備した衛星もあった。いずれも採用はされていない。

### 遠距離攻撃型戦闘衛星
PS用ゲーム『さらば宇宙戦艦ヤマト 愛の戦士たち』に登場する。
ゲームオリジナルメカ。劇中で用いられている通称は「戦闘衛星 タイプB」。上記のタイプAに似た形状をしているが、コマで言う軸の部分が大型化している。
その名称の通り、タイプAに対してこちらは遠距離型で、戦艦の主砲クラスの武装を有している。戦闘衛星群は防空ネットワークによって高度に連携しており、砲撃命中精度が高い一方、友軍誤射を避けるため、戦闘衛星に近接する敵に周囲の戦闘衛星は攻撃できないという弱点も持つ。
ゲームシステム上のユニット性能に関しては、2D戦では3へクスの砲撃射程を有しており、2へクスの射程しかないタイプAと違って、ヤマトからのアウトレンジ攻撃ができないという強みを持つ。3D戦ではタイプAとあまり大差ないが、火力・耐久力にやや勝る。
劇中ではタイプAとともに、チュートリアルステージであるストーリー01「地球圏」に登場。ゲーム開始前のブリーフィングにおいて真田志郎が前述したそれぞれのタイプの特徴を述べ、タイプAに遠距離戦（2D戦）、タイプBに接近戦（3D戦）で対処するよう勧めてきており、2種類の戦闘方法のチュートリアルをそれぞれの衛星が担う形となっている。

### 戦闘衛星 (2202)
『宇宙戦艦ヤマト2202 愛の戦士たち』に登場する。
デザインは本作オリジナルだが、ストーリー的には『宇宙戦艦ヤマト2』の戦闘衛星に相当するポジションにいる。円筒状の胴体の両端に三連装砲塔を取り付けた形状をしており、それらが互いに支柱で並列に接続されている。小説版『2202』第1巻で解説された設定では、最終的には地球を取り囲むようにリングを形成する構想であるとされる。また、砲塔は金剛改型の主砲と同一であり、動力は熱核融合炉であるとも解説されている。
第1話で地球圏へワープアウトしてきたカラクルム級戦闘艦を迎撃するが、突破されてしまう。第4話では、7基がヤマト発進阻止のために地球付近まで接近するが、砲撃直前にヤマトの主砲で破壊される。第20話にてリングが完成した状態で登場しており、月軌道の内側に2本のリングを形成している。

## ガミラス帝国

### 宇宙要塞13号（宇宙要塞島）
『宇宙戦艦ヤマト』第18話に登場。緑色で、サツマイモのような外観をしている楕円形の宇宙要塞の13号機。無人で稼働しており、二足歩行型のガードロボットが内部の警備と整備を行っている。デザイン担当は松崎健一。
全長は約1キロメートルで厚さは約300メートル。古代には、「宇宙に浮かぶ巨大な軽石」と形容される。マグネトロンウェーブを発し、あらゆる機械の接合部を外して分解させる。また、対象物の動きを追尾することから避けて通ることも不可能となっている。無数にあるマグネトロンウェーブ発射口は、外部から攻撃を受けると自動的にシャッターが下りてこれを防ぐ仕組みになっているが、逆に内部からの衝撃にも反応してしまう欠点がある。内部は迷路状で、中央には要塞の心臓部のコンピュータがあり、いくつもの管がまとまったような姿をしている。これに近づくのは容易ではなく、侵入者を確認すると防衛システムが働き、床が歪んで触手のようなもので捕らえる。ヤマトの前に立ちはだかるが、古代と真田の決死隊によって破壊される。その後、ドメルは自分のタバコに点火しようとしてライターを点火できなかったゲールに対し、「君のライターも宇宙要塞13号と同じだね（役に立たないの意）」と皮肉っている。

### 宇宙要塞
ひおあきらの漫画版『宇宙戦艦ヤマト』に登場する宇宙要塞。
有人型で、小惑星のような見た目をしている。
反射衛星砲と同デザインの「衛星砲」が要塞砲として据え付けられている。自航可能で、ヤマトのミサイル攻撃を素早くかわす機動力を発揮する。衛星砲以外の武装は不明だが、機動戦力として多数のガミラス戦闘機を搭載している。
古代がアナライザーとともに独断で潜入し、基地を爆破する。

### 第二バレラス
『宇宙戦艦ヤマト2199』に登場する浮遊要塞都市。デザイン担当は宮武一貴（原案）、小林誠。
ガミラスとイスカンダルの中間、ラグランジュポイントL1の位置に存在する空間機動要塞都市。デザインの大元は『宇宙戦艦ヤマトIII』に登場するデスラーパレスの準備稿であり、ガルマン・ガミラスの都市同様、内部にビルが建っているピラミッド型のドームが多数存在する。
ガミラスとイスカンダルの大統合に伴う遷都を見据えて、大ガミラス帝星の静止衛星軌道上で建設された後、ラグランジュポイントL1へ移動された。
動力源には次元波動機関を搭載。さらに、デウスーラII世を射撃中枢としたデスラー砲を装備している。
デスラーが大統合を実現するために末端の633工区を分離し、帝都バレラスに落下させ帝都を破壊しようとする。633工区がヤマトの波動砲によって破壊させられた後は、デスラー砲で帝都を破壊しようとするが、発射直前に雪とノランによって波動コアが暴走してデスラー砲発射は失敗し、第二バレラス自体も周囲に展開していた航宙親衛艦隊を巻き込みながら爆発・崩壊した。

### 反射衛星
『宇宙戦艦ヤマト』『宇宙戦艦ヤマト2199』に登場する。

### 空間監視用宇宙塵
『宇宙戦艦ヤマト』第7話に登場する。デザイン担当は加藤直之。
冥王星空域に配備されている小型の偵察用衛星。突起のある赤い隕石のような形状をしており、一か所の穴の中にカメラを備えている。ヤマトの動向を冥王星基地へ知らせる。
『宇宙戦艦ヤマト2199』では、監視衛星という名称で登場する。リデザイン担当は石垣純哉。色が緑に変更されている点以外の基本的なデザインは変わらない。第5話において、反射衛星砲による攻撃のためにヤマトを捕捉する。

### リレー衛星
『宇宙戦艦ヤマト』第19話に登場する。デザイン担当は松本零士。
ドメルがヤマトへの精神攻撃のためにヤマトの後方に密かに設置した通信衛星。地球との交信を回復させて、地球の現状を知らせることで乗組員の精神を乱す策であったが、その策に嵌って艦を飛び出した相原義一が、偶然リレー衛星に流れ着いたことで、ドメルの目論見が発覚し、コスモゼロの機銃で破壊される。

### 人工太陽
『宇宙戦艦ヤマト』第20話に登場する。
本来太陽の存在しないバラン星の周囲を周回する人工天体。ドメルはこの太陽を兵器へと転用し、バラン星基地へと向かうヤマトに後方から接近し、基地ごとヤマトを押しつぶそうとする。しかし、戦艦1隻のために基地を犠牲にするというコストパフォーマンスの悪すぎる作戦にデスラーから作戦中止命令を出され、ドメルの動揺で人工太陽の動きが一時停止し、その隙にヤマトの波動砲で人工太陽を破壊され、その破片がバラン星基地を壊滅させる。

### 人工太陽 (2202)
『宇宙戦艦ヤマト2202 愛の戦士たち』に登場する。
太陽系辺境の第十一番惑星の周囲を周回している、緑色に発光する人工天体。波動機関を光源にしている。ガミラスが地球との戦争中に第十一番惑星を開拓するため、環境改造用として設置した。
第7話において、ガトランティスの集合兵器「レギオネル・カノーネ」のエネルギー源として利用されそうになる。しかし、直前にヤマトの波動砲で機関の臨界炉を撃ち抜かれたことで、波動共鳴（波動エンジンの動作を狂わせる干渉波）が発生し、逆に敵艦隊全てに機関異常を発生させて行動不能に陥らせる。
小説版『2202』第2巻では、伏線として「戦争当時、臨界炉の異常で頻繁に波動共鳴を引き起こす問題を抱えており、そのため第十一番惑星は冥王星基地壊滅後の地球攻略拠点にならなかった」という解説が追加されている。

## 白色彗星帝国

### 都市帝国（都市要塞）
『さらば宇宙戦艦ヤマト 愛の戦士たち』および『宇宙戦艦ヤマト2』に登場する白色彗星帝国の本星。

### 光子砲要塞
PS用ゲーム『さらば宇宙戦艦ヤマト 愛の戦士たち』に登場する要塞。
ストーリー06「双子座ポルックス宙域」とストーリー07「双子座カストル宙域」に登場。双子座のポルックス星系とカストル星系に1基ずつ配置された、無人要塞。全方向に穴が開いており、周囲にはソーラーパネルのようなものが浮遊している。
恒星の光をエネルギー源とする強力な光子砲を持ち、恒星を除いた射程圏内にある150立方メートル以上の大きさの物体すべてに無差別攻撃を仕掛ける。そのため、惑星は破壊し尽くされ、星系には150立方メートル以下の大きさのアステロイドしか残っていない。また、要塞には光以外のすべてを遮断するバリアが張られているため、ヤマトの兵器では破壊不可能となっている。
しかし、150立方メートル以下の物体には反応しないことから艦載機などにとっては無害であるほか、対象の細かい区別がつかないことからデコイに引っかかりやすいという弱点を持つ。ヤマトはそれを利用し、艦載機で艦の反対側にバルーンのデコイを設置して囮にする間、ポルックス星系を突破する。
また、光子砲の発射前にはレーザーによる測敵が行われており、それを探知して発射タイミングを把握すれば、かろうじて回避が可能である。それを利用し、ヤマトはカストル星系の要塞の攻撃をしのぐ。
最終的には、ポルックスから追撃してきた要塞とカストルの要塞が互いを破壊対象とみなし、光子砲で相打ちとなる。

### 工場小惑星
PS用ゲーム『さらば宇宙戦艦ヤマト 愛の戦士たち』に登場する。
ストーリー07「双子座カストル宙域」に登場する白兵戦マップ。カストル宙域にあった小惑星で、大きさはおよそ1000メートル。外見はただの小惑星となんら変わらないが、内部には大規模な工場が設営されている。工場内には対侵入者用の武装ロボットが多数配備されている。ある程度は自律航行も可能である。
「ポルックスとカストルに配備されていた無人要塞の建造に利用されていた」と劇中で真田が推測している。
カストル宙域で偵察ついでに行なった複座型コスモタイガーのテスト飛行において、新米用に調整しておいた機体に斎藤始が乗り込んだことによって生じたアクシデントから、偶然不時着する。工場としてはすでに破棄されており、ヤマトへの体当たり攻撃のために移動を開始するが、工場の存在に気付いた加藤・山本・斎藤の3人によって動力機関を爆破され、消滅する。

## 暗黒星団帝国

### 自動惑星ゴルバ
『宇宙戦艦ヤマト 新たなる旅立ち』に登場する。

### ゴルバ型浮遊要塞
『ヤマトよ永遠に』に登場する。自動惑星ゴルバと同型だが、1.5倍のサイズとなっている。

### 前線補給中間基地
『ヤマトよ永遠に』に登場する黒色艦隊前線中間補給基地。デザイン担当は辻直忠。
全長数キロメートル程度の円盤状の土台にデザリアム星の水晶都市のように白く輝くクリスタル状の建造物があり、滑走路やドーム型のドックを備えている。また、多数の艦載機や艦艇を収納しており、無数の自衛用火器を備えている。移動能力も持っており、基地自体が巨大な宇宙空母として機能する。ヤマト艦載機の索敵によって暗黒星雲に配備されているところを発見され、コスモタイガー隊によって艦載機・艦艇・基地内部を破壊され、基地が動き出したところをヤマトの砲撃によって大爆発を起こし、消滅する。
ゲーム版
PS2版『宇宙戦艦ヤマト 暗黒星団帝国の逆襲』『宇宙戦艦ヤマト 二重銀河の崩壊』では、若干形状が変更されている。全長は10キロメートル前後となっており、島からは「彗星帝国の都市とまではいかないが、巨大なことに代わりはない」と評されている。リデザイン担当は宮武一貴。
銀河系と暗黒星雲の中間だけでなく、白色銀河内にも配備されている。『暗黒星団帝国の逆襲』では、ステージ08「中間基地」で登場し、原作と同様にヤマトの奇襲を受けて戦力の大半を損失するが、基地外に駐留していた艦隊と基地に残存していた大型ミサイルで応戦する。また、司令官としてゲームオリジナルキャラクターのグノンが登場する。『二重銀河の崩壊』では、ステージ08「隠された星」に登場しており、駐留艦隊を全滅させられた後に波動カートリッジ弾を撃たれて沈黙し、ヤマトは基地の残骸から暗黒星団帝国本星の情報を得ることになる。

### デザリアム星フレーム要塞
『ヤマトよ永遠に』に登場。
デザリアム星の肋骨状のフレーム部分には、蛇上ビーム砲、ミサイルなど、多数の兵装が収められており、要塞と化している。聖総統スカルダートの命令により、下記の浮遊隕石群と共にヤマトに総攻撃を仕掛けたが通用せず、デザリアム星南極への侵入を許してしまう。

### 浮遊隕石
『ヤマトよ永遠に』に登場する。デザイン担当は辻直忠。
デザリアム星の周辺にいくつも漂う、隕石を改造した防衛要塞。触手上の「巨大砲」を備えている。デザリアム星南極の入り口を見つけたヤマトの目の前に1基が立ち塞がったが、体当たりにより破壊され、強行突破されてしまう。

## ガルマン・ガミラス帝国

### 東部方面司令部要塞
『宇宙戦艦ヤマトIII』に登場する東部方面軍の総司令部。東部方面軍総司令官ガイデルが座乗。第17空母艦隊や次元潜航艇隊を丸ごと収容可能なサイズを持つ巨大要塞。塗装は本体がグリーンで、ハッチ部分はパープル。デザイン担当は板橋克己。
兵装は各所に回転速射砲塔が目立つ程度であるが、防御面ではヤマトの主砲が全く通用しないほどの堅固さを誇る。特異な構造になっており、本体左右の機関ブロックと要塞上方部が伸張・展開可能な可変型になっている。
移動能力を持ち、第15話ではフラーケンの次元潜航艇部隊と呼応して進撃し、ヤマトを挟撃。その巨体と可変構造で威圧してヤマトが下面に潜りこんだところで自らも降下し、対波動砲用の反射板を装備した格納庫内に鹵獲することに成功する。

### 戦闘衛星（ガルマン・ガミラス帝国）
『宇宙戦艦ヤマトIII』第17話に登場する。デザイン担当は板橋克己。
「小型デスラー砲タイプ」と「小型ミサイルタイプ」の2種類が存在している。
劇中ではいずれもボラー連邦のワープミサイル迎撃に使用される。

## ボラー連邦

### 第8親衛打撃艦隊前線基地要塞
『宇宙戦艦ヤマトIII』第19話に登場する要塞。デザイン担当は板橋克己。
ハーキンス率いる第8親衛打撃艦隊が駐留。詳細な武装数や配備位置、および自航能力の有無は不明。
塗装は赤紫。形状はコクーン状の紡錘形で下部舷側に複数の艦艇発進口を備える。

### 機動要塞ゼスパーゼ
『宇宙戦艦ヤマトIII』第25話に登場する大型機動要塞。デザイン担当は板橋克己。
無数の球体を連結させた形態を呈している。中央部の球体は、直径1キロメートルから2.5キロメートルにも達する。周囲の球体はすべてが同じ大きさではなく、その内の3つは他より一回りほど大きい。
その大きい3つの球体にそれぞれ1門ずつ、決戦兵器であるブラックホール砲が設けられている。これは一時的に小ブラックホールを発生させ、周囲の物質を全て呑み込んでしまうというもの。作中ではヤマトと3代目デスラー艦のみが何とか引力圏から逃れ、デスラー親衛隊艦隊は全艦とも飲み込まれてしまっている。そのほかにも表面には無数の対空砲を備え、多数の航空機も搭載している。
装甲は、自動惑星ゴルバと同等と言える防御力を誇り、デスラー砲艦のデスラー砲の斉射をものともしなかった。
名称に関して、アニメ本編中の字幕では「ボラー連邦 機動要塞」とのみ示されていた。片仮名部分は資料によって表記がバラバラであり、放送当時から「ゼスバーゼ」、「デスバーデ」、「ゼスバーデ」と複数存在していた。後年（2000年代以降）の資料においては、一次資料・二次資料問わず概ね「ゼスパーゼ」という名称に統一して扱われている。
太陽系内における最終決戦の際、同連邦の切り札として、ベムラーゼ首相自らが乗り込み艦隊を率いて太陽系内に出現する。艦隊をデスラー総統率いるデスラー砲艦艦隊のデスラー砲攻撃で壊滅させられた後は、ブラックホール砲の威力によってデスラー親衛隊艦隊を壊滅させるなど猛威を振るうが、揚羽武の献身的な攻撃によりブラックホール砲の1門が破壊され、それを見逃さなかったデスラーに狙い撃ちされる形でハイパーデスラー砲によりベムラーゼ諸共撃破される。

### 早期警戒衛星
『宇宙戦艦ヤマトIII』第19話に登場する。デザイン担当は板橋克己。
カプセル状の本体の左右に直方体のユニットが接続された形状をしている。本体の前面にはレーダーアイを装備し、直方体ユニットは前方に探知センサー、上下にアンテナが取り付けられている。
劇中では惑星ファンタムへと向かうヤマトを探知し、ボラー連邦の本星へ知らせる。

## ディンギル帝国

### 都市衛星ウルク
『宇宙戦艦ヤマト 完結編』に登場するディンギル帝国の本拠である移動要塞。
全長20.8キロメートルにもおよぶ巨大な移動要塞であり、ディンギル帝国の本星であるディンギル星が水没するまではその首都を構成していたが、水没時にそのまま移動要塞として脱出した。
前部には近代的な都市で人工的な建造物が多く、指令塔が存在する。後部へ行くにしたがって厚みが増し、岩のような外見になっている。最後部は山岳状の岩盤の上に「ジグラット」と呼ばれる神殿が存在し、馬のような形態の戦闘用ロボットであるロボットホースが配備されている。また、後部岩盤はウルク自身のエネルギー源となっている。
各部にニュートリノビーム防禦幕放射装置が存在するほか、指令塔と神殿には水惑星アクエリアスをワープさせるシステムの制御装置が存在する。また、内部には脱出用に円盤状のプレ・ノアと岩石ロケットが存在する。
最後にはヤマトに強行着陸されて戦闘になるが、アクエリアスの最終ワープを見届けたルガールによって自爆させられる。

### 移動要塞母艦
『宇宙戦艦ヤマト 完結編』に登場する移動補給基地。デザイン担当は辻忠直。
ディンギル帝国が保有する超大型艦である。全長2,025メートル。同帝国最大の艦船であり、限定的にルガール・ド・ザールの座乗艦としても使用される。ディンギル機動艦隊の他の艦船を内部に格納できるほどの巨大母艦であり、燃料などの補給を行うドックを有する移動基地として機能する。また、この艦そのものにもかなりの武装が施されている。周囲に連装巨大砲や3連装ガトリング砲を無数に備え、後部上甲板には広大な滑走路がある。前部上甲板には浮遊ミサイルランチャーの射出口が12基あるが、瞬間物質移送器のようなワープシステムにより、このランチャーを敵の周囲に送り込める。また、右舷前部からはハイパー放射ミサイルを発射し、敵艦船を長距離から攻撃できる。
初めてヤマト（「国籍不明の戦艦」と認識）を捕捉した際、敵味方の判別もないままハイパー放射ミサイルを発射し、ヤマトを中破させる。その後、ド・ザール率いる機動艦隊本隊（太陽系制圧艦隊）が太陽系方面に進出した際にはその後方に位置し、補給基地としての役割を担う。冥王星会戦では後方支援に徹して戦闘の合間に艦船の補給を行っていたが、ヤマトの波動カートリッジ弾による超長距離射撃を受け、補給中の艦の誘爆も重なり機動艦隊の大半を伴って撃沈される（轟沈の描写はないが、ド・ザールは巨大戦艦ガルンボルストで離脱し、炎上したまま艦は放棄されている）。